# Oligopleura malachitaria
Oligopleura malachitaria är en fjärilsart som beskrevs av Herrich-Schäffer 1855. Oligopleura malachitaria ingår i släktet Oligopleura och familjen mätare. Inga underarter finns listade i Catalogue of Life.